# Dominik Szoboszlai
Dominik Szoboszlai (* 25. října 2000 Székesfehérvár) je maďarský profesionální fotbalista, který hraje na pozici ofensivního záložníka za anglický klub Liverpool FC a za maďarský národní tým.

## Klubová kariéra
Szoboszlai s fotbalem začínal v rodném Maďarsku, kde prošel akademiemi týmů Videoton FC, Főnix Gold FC, Újpest FC a MTK Budapešť. V roce 2016 přestoupil do rakouského FC Liefering, který slouží jako farmářský klub pro FC Red Bull Salzburg.
První profesionální start si připsal 21. července 2017 v druhé rakouské lize proti Kapfenbergeru. První gól vstřelil 4. srpna 2017 do sítě FC Blau-Weiß Linz. V průběhu sezony 2017/18 se dostal do prvního týmu FC Red Bull Salzburg, dne 27. května 2018 debutoval v rakouské Bundeslize proti Austrii Vídeň, když v 57. minutě vystřídal Enocka Mwepu. V sezoně 2017/18 to byl jeho jediný prvoligový start, ve zbytku ročníku nastupoval za druholigový Liefering.
V sezoně 2018/19 už převážně nastupoval v první lize. První gól za Salzburg vstřelil 26. září 2018 v ÖFB-Cupu proti třetiligovému SC Eglo Schwarz. Dne 17. září 2019 debutoval v Lize mistrů proti belgickému Genku, v utkání si připsal i první gól v této soutěži. Sezonu 2019/20 zakončil v lize s 9 góly a 14 asistencemi a byl vyhlášen nejlepším hráčem ligy.

## Reprezentační kariéra
Szoboszlai byl kapitánem reprezentace do 17 let na ME do 17 let v roce 2017 hraném v Chorvatsku, kde se Maďarsko umístilo na šestém místě. V září 2017 také obdržel pozvánku do reprezentace U21.
První pozvánku do seniorské reprezentace obdržel v červnu 2017 pro utkání kvalifikace na MS 2018 proti Andoře. Zápas skončil senzační výhrou fotbalového trpaslíka, Szoboszlai se do hry nedostal. Debut za reprezentaci odehrál 21. března 2019 v kvalifikaci na ME 2020 proti Slovensku. První gól vstřelil ve stejné soutěži stejnému soupeři v září 2019. V baráži kvalifikace na ME 2020 proti Islandu vstřelil v druhé minutě nastavení rozhodující gól na 2:1, který Maďary poslal na Euro.